# Saint-Jean-de-Marsacq
Saint-Jean-de-Marsacq är en kommun i departementet Landes i regionen Nouvelle-Aquitaine i sydvästra Frankrike. Kommunen ligger i kantonen Saint-Vincent-de-Tyrosse som tillhör arrondissementet Dax. År 2022 hade Saint-Jean-de-Marsacq 1 810 invånare.

## Befolkningsutveckling
Antalet invånare i kommunen Saint-Jean-de-Marsacq
Referens:INSEE